# Ahmed Muhad
Ahmed Muhad (en árabe: أحمد محمد مبارك المهري‎; Emiratos Árabes Unidos, 10 de junio de 1988) es un exfutbolista de los Emiratos Árabes Unidos que jugaba en la posición de centrocampista.

## Carrera

### Club
| Periodo   | Club             |
| --------- | ---------------- |
| 2006-2013 | Al-Jazira SC     |
| 2013–2019 | Baniyas SC       |
| 2019–2020 | Khor Fakkan Club |

### Selección nacional
Jugó para Emiratos Árabes Unidos en 29 ocasiones de 2007 a 2014 y anotó un gol; participó en la Copa Asiática 2007.

## Logros
- UAE Pro League (1): 2010-11
- Copa Presidente de Emiratos Árabes Unidos (2): 2010-11, 2011-12
- Copa de Liga de los Emiratos Árabes Unidos (1): 2009-10
- Copa Federación de los Emiratos Árabes Unidos (1): 2006-07
- División 1 de EAU (1): 2017-18
- Copa de Clubes Campeones del Golfo (1): 2007